# Jeremy Hunt (ciclista)
Jeremy Hunt (Macklin, Canadá, 12 de março de 1974), é um ciclista britânico que foi profissional de 1996 e pôs fim à  sua carreira desportiva ao acabar a temporada de 2012. Em 2013 converteu-se em director desportivo do novo conjunto Synergy Baku Cycling Project.

## Palmarés
| 1997 - Campeonato do Reino Unido em Estrada - Circuito de Getxo - 1 etapa da Volta a Aragón - 1 etapa do Circuito da Sarthe - 1 etapa do G. P. do Minho - 1 etapa do Troféu Joaquim Agostinho - 1 etapa da Commonwealth Bank Classic - 2 etapas do Tour de l'Avenir - 1 etapa da Volta à La Rioja 1998 - 1 troféu da Challenge Vuelta a Mallorca (Troféu Alcudia) - 2 etapas da Volta a Portugal 2000 - 1 etapa do Tour do Mediterrâneo - 1 etapa do Sram Sea Otter Classic - 1 etapa do Herald Sun Tour 2001 - Campeonato do Reino Unido em Estrada - 1 etapa do Circuito Franco-Belga - 1 etapa do Tour de la Somme | 2002 - Grande Prêmio de Plouay - 3º no Campeonato do Reino Unido em Estrada 2003 - 1 etapa do Tour de Picardie - 2º no Campeonato do Reino Unido em Estrada 2004 - 3º no Campeonato do Reino Unido em Estrada 2005 - 1 etapa do Tour de Valonia 2007 - Grande Prêmio Ouverture la Marsellesa 2008 - 1 etapa do Tour de Langkawi 2009 - 1 etapa da Volta a Dinamarca |

## Resultados nas grandes voltas
| Carreira           | 1996 | 1997 | 1998 | 1999 | 2000 | 2001 | 2002 | 2003 | 2004 | 2005 | 2006 | 2007 | 2008 | 2009 | 2010 | 2011 | 2012 |
| ------------------ | ---- | ---- | ---- | ---- | ---- | ---- | ---- | ---- | ---- | ---- | ---- | ---- | ---- | ---- | ---- | ---- | ---- |
| Giro d'Italia      | -    | -    | -    | -    | -    | -    | -    | -    | -    | -    | -    | -    | -    | 150º | -    | -    | Ab.  |
| Tour de France     | -    | -    | -    | -    | -    | -    | -    | -    | -    | -    | -    | -    | -    | -    | 162º | -    | -    |
| Volta a Espanha    | -    | -    | -    | -    | -    | -    | Ab.  | -    | -    | -    | -    | -    | 107º | -    | -    | -    | -    |
| Mundial em Estrada | -    | -    | -    | -    | -    | -    | -    | -    | -    | -    | -    | -    | -    | -    | -    | 115º | -    |